# North Atlantic Drift
North Atlantic Drift è il sesto album in studio del gruppo musicale britannico Ocean Colour Scene, pubblicato nel 2003.

## Tracce
1. I Just Need Myself
2. Oh Collector
3. North Atlantic Drift
4. Golden Gate Bridge
5. Make the Deal
6. For Every Corner
7. On My Way
8. Second Hand Car
9. She's Been Writing
10. The Song Goes On
11. When Evil Comes